# Villamañán
Villamañan est une commune d'Espagne dans la province de León, communauté autonome de Castille-et-León. Elle s'étend sur 57,8 km2 et comptait environ 1 076 habitants en 2024.La municipalité se compose de la ville principale du même nom et des villages de Benamariel , San Esteban de Villacalbiel , Villacalbiel et Villacé .

## Localisation et climat
Villamañán est situé à environ 80 km au sud-sud-est de León , au nord-ouest de la meseta ibérique, à une altitude d'environ 765 m sur le Río Esla , qui forme la frontière orientale de la municipalité. L'  autoroute A-66 traverse la municipalité dans le sens nord-sud . Le climat est rude en hiver, mais sec et chaud en été ; les pluies rares (environ499 mm/an) tombent principalement pendant les mois d'hiver.

## Évolution démographique
| Année      | 1970 | 1981 | 1991 | 2001 | 2011 | 2021 | 2024   |
| Population | 1287 | 1681 | 1563 | 1348 | 1269 | 1084 | 1076 . |

Le déclin démographique important observé depuis les années 1950 est principalement dû à la mécanisation de l’agriculture ainsi qu’à l’abandon des petites exploitations et à la perte d’emplois qui en découle (exode rural).

## Sites touristiques
- Église du Sauveur à Villamañán
- Église de l'Assomption de Marie à Villacé
- Chapelle de San Esteban de Villacalbiel.

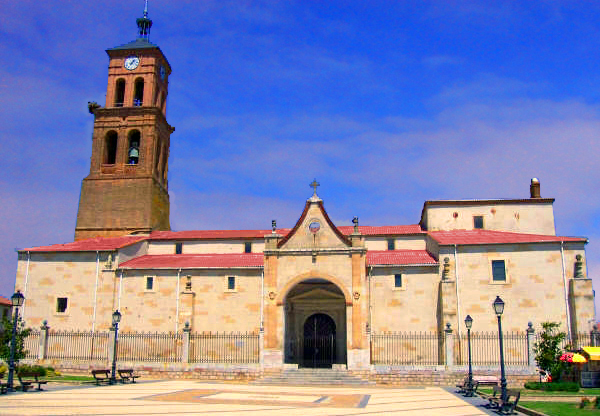
Église du Sauveur
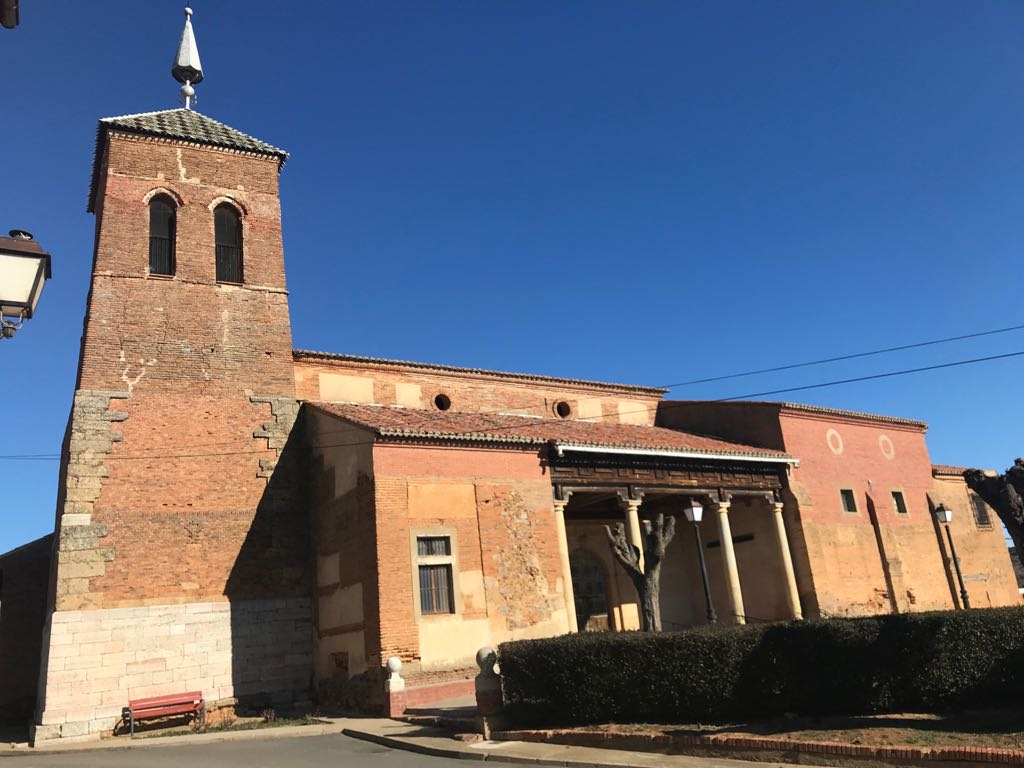
Église de l'Assomption de Marie à Villacé
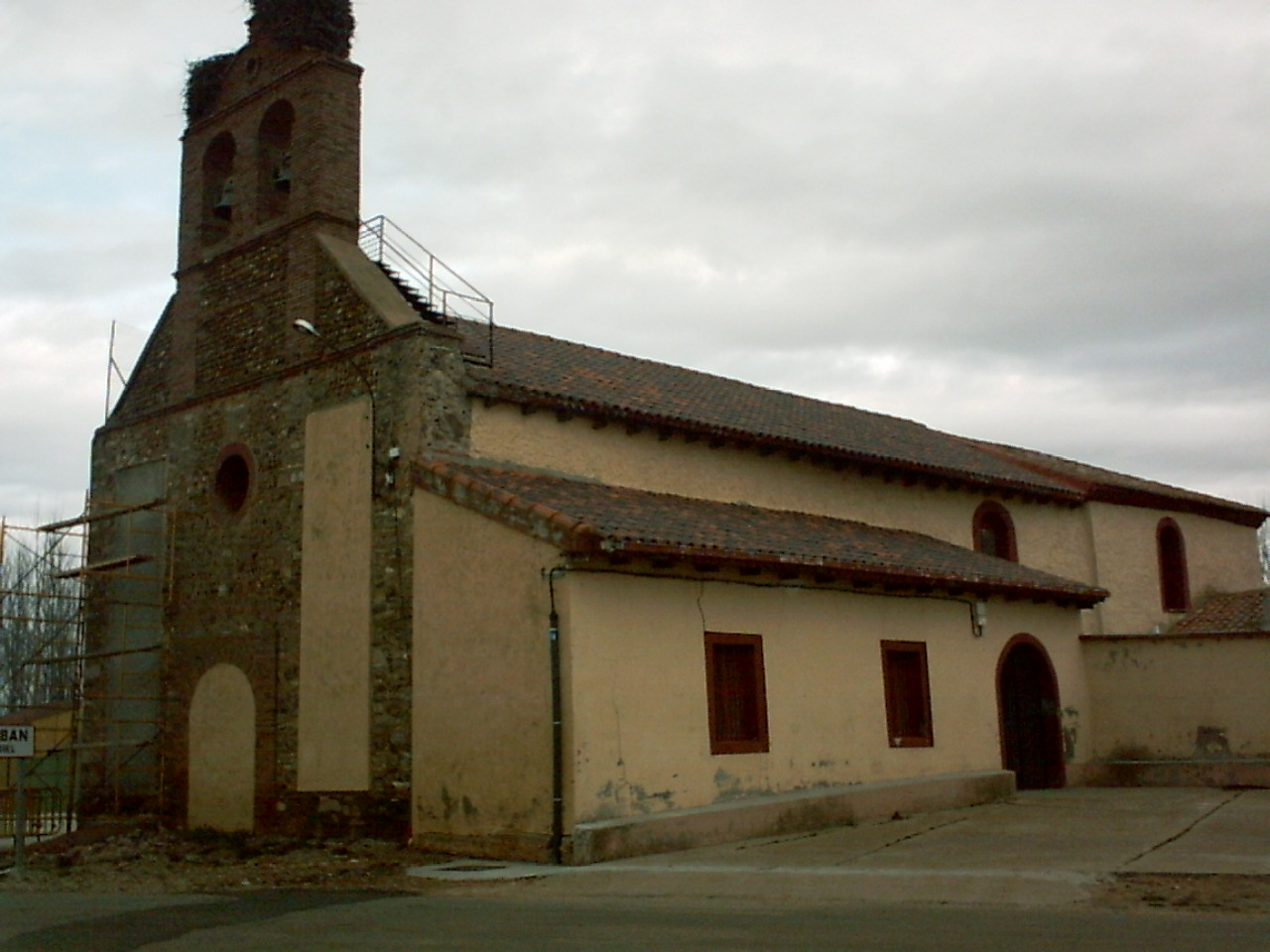
Chapelle de San Esteban de Villacalbiel.